# کوایلاپا باربارنا
کوایلاپا باربارنا (به اسپانیایی: Cuilapa-Barbarena) یک کوه در گواتمالا است که در گواتمالا واقع شده‌است. کوایلاپا باربارنا ۱٬۴۵۴ متر بالاتر از سطح دریا واقع شده‌است.